# Байкулов Іскандар
Іскандар Байкулов (5 листопада 1955, кишлак Іол Ленінградського району, тепер Мумінободського району Хатлонської області, Таджикистан) — таджицький радянський діяч, бригадир бавовницької бригади колгоспу «Правда» Московського району Кулябської області Таджицької РСР. Член ЦК КПРС у 1990—1991 роках.

## Життєпис
У 1972 році закінчив середню школу.
У 1972—1974 роках — лаборант середньої школи, слюсар колгоспу «Правда» Таджицької РСР.
З 1974 по 1976 рік служив у Радянській армії.
У 1976—1979 роках — колгоспник колгоспу «Правда» Московського району Кулябської області Таджицької РСР.
У 1979—1981 роках — шофер пересувної механізованої колони «Таджикбудремтресту» в місті Душанбе.
У 1981—1986 роках — колгоспник, шофер колгоспу «Правда» Московського району Кулябської області Таджицької РСР.
Член КПРС з 1983 року.
З 1986 року — бригадир бавовницької бригади колгоспу «Правда» Московського району Кулябської області Таджицької РСР.
Подальша доля невідома.